# APKWS
APKWS (англ: Advanced Precision Kill Weapon System (APKWS)) — система лазерного наведення для некерованих ракет Hydra 70, що перетворює їх на високоточний боєприпас. Також ця назва застосовується в цілому для ракет Hydra 70, оснащених цією системою. Ракети APKWS має відносно низьку потужність, що добре підходить для запобігання побічним збиткам.

## Розробка
Там, де це можливо, у системі використовуються існуючі компоненти Hydra 70, такі як пускові установки, ракетні двигуни, боєголовки та підривники. Ця зброя заповнює пробіл між системами Hydra 70 та AGM-114 Hellfire та забезпечує економічний метод ураження легкоброньованих точкових цілей. APKWS — єдина зареєстрована програма уряду США з напівактивної ракети калібру 2,75 дюйма (70 мм) із лазерним наведенням. Він перетворює некеровану ракету Hydra 70 у високоточний боєприпас за рахунок додавання розробленого BAE Systems блоку наведення у середню частину корпусу. Також APKWS був успішно випробуваний у навчаннях з бойовою стрільбою з некерованою ракетою Forges de Zeebrugge, перетворивши її на високоточний боєприпас та продемонструвавши, що технологія може використовуватись на інших типах ракет, крім Hydra 70.

## Конструкція
Переможцем тендеру на контракт APKWS II стала команда BAE Systems, Northrop Grumman та General Dynamics, обійшовши пропозиції Lockheed Martin та Raytheon Systems.
APKWS II використовує технологію напівактивного лазерного самонаведення з розподіленою апертурою (Distributed Aperture Semi-Active Laser Seeker (DASALS)). Ця система дозволяє розміщувати лазерну головку самонаведення на передній кромці кожного з передніх кермів керування. Головки працюють синхронно, ніби вони були однією головкою самонаведення. Така конфігурація дозволяє використовувати існуючі боєголовки системи Hydra 70 без необхідності встановлення лазерної головки самонаведення (ГСН) у носовій частині ракети.
До складу комплексу APKWS II входять пускова платформа, ракети, оснащені середньофюзеляжним блоком наведення WGU-59/B, подовжена 7-трубна ракетна установка LAU-68 F/A, прицільна мітка SCS 7 (не потрібна для бойових гелікоптерів), а також комплекти для зберігання ракет Fastpack PA-140 та CNU-711/E для комплектів наведення відповідно. Блок наведення в середній частині тіла WGU-59/B оснащений інерціальною системою управління та оптичною ГСН DASALS, яка розкривається через 0,5 секунди після запуску та кріпиться між ракетним двигуном Mk 66 Mod 4, бойовою частиною та підривником, що збільшує довжину ракети Hydra на 47 см та вагу на 4,1 кг. Дальність стрільби становить 1100-5000 метрів. Максимальна дальність обмежена використанням існуючого двигуна Hydra 70, але оскільки приціл може бачити на відстані до 14 км, потужніший двигун може збільшити дальність польоту при збереженні точності. Nammo працює над модифікованою ракетою двигун якої може збільшити дальність польоту до 12-15 км.
З кінця 2021 року за рахунок оновлення програмного забезпечення APKWS дальність польоту збільшилася на 30 % за рахунок оптимізованої траєкторії польоту для ураження цілей з крутішим кутом атаки, а також атестується як на літаках, так і на вертольотах в одному варіанті.
У червні 2021 року BAE успішно протестувала APKWS у ролі протидії безпілотним авіаційним системам (C-UAS). Ракета з APKWS була оснащена неконтактним підривником та знищила БПЛА класу 2. Неконтактний підривник дозволяє перехоплювати БПЛА з меншими витратами, ніж інші методи, а завдяки лазерному наведенню ракети, що активується під час запуску, не потрібне захоплення цілі перед запуском.
У квітні 2025 року було представлено новий варіант APKWS II з двома режимами наведення разом із повномасштабним макетом. Він оснащений пасивним інфрачервоним сенсором на додаток до початкового лазерного наведення, що дозволяє застосовувати режим «позначив і стріляй» (коли ціль спочатку підсвічується лазером для орієнтації ракети, але підсвічування не підтримується, а наведення на кінцевій ділянці траєкторії здійснює інфрачервоний сенсор). Це підвищує швидкість ведення вогню, особливо проти великої кількості крилатих ракет або безпілотних літальних апаратів. Додавання інфрачервоного сенсора в носовій частині вимагало переміщення бойової частини в середню частину корпусу ракети, що забезпечує покращений характер уламкового ураження без втрати уражальної здатності; однак модифікації збільшують вартість порівняно з оригінальною версією. Очікується, що розробку буде завершено до кінця 2026 року.

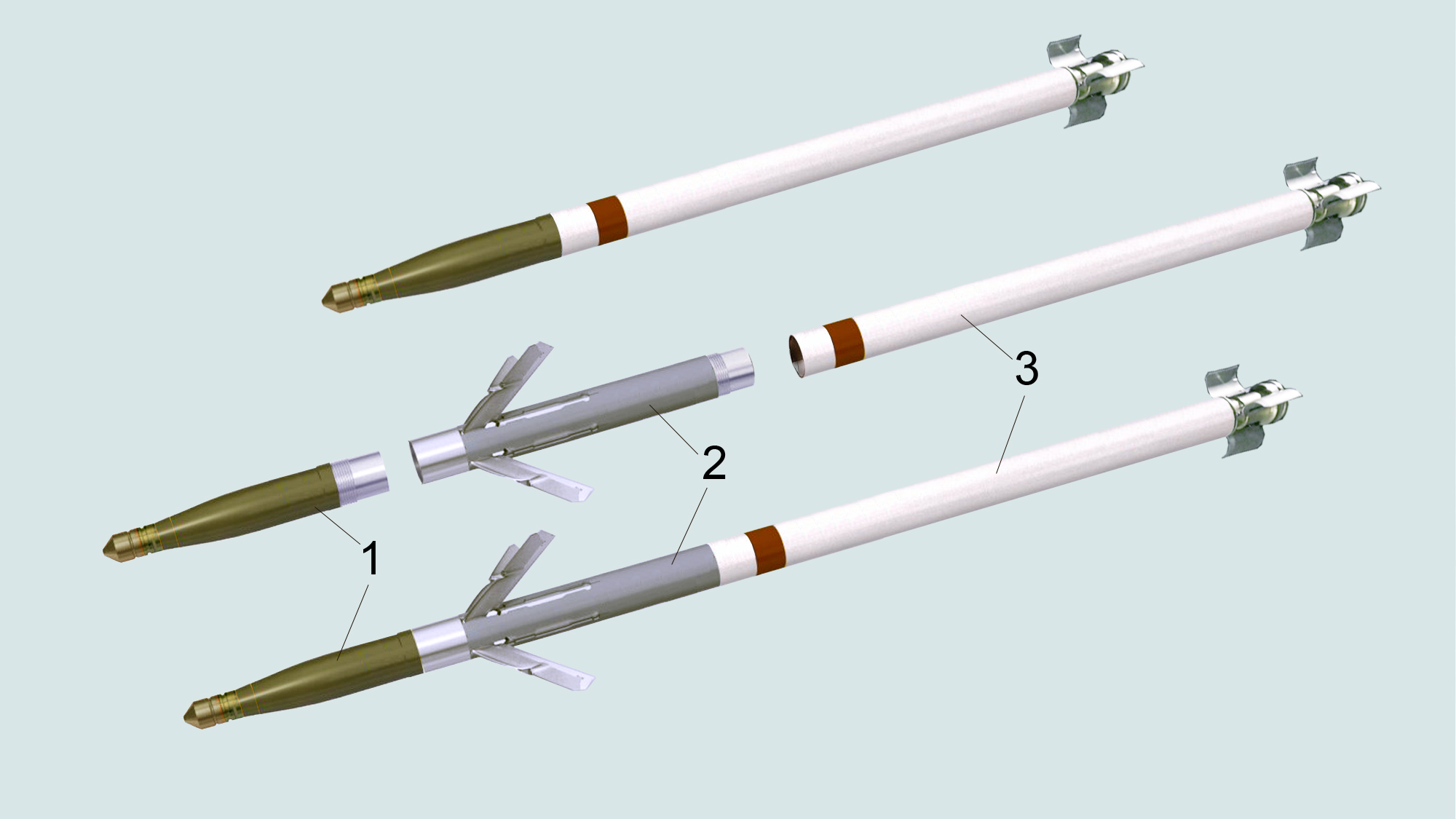
Оснащення ракети Hydra 70 блоком наведення WGU-59/B 1. Боєголовка 2. Блок наведення WGU-59/B 3. Двигун ракети верхній малюнок — некерована ракета Hydra 70 середній малюнок — складові ракети комплексу APKWS нижній малюнок — керована ракета комплексу APKWS у зборі
Рулі блоку APKWS та стабілізатори ракети Hydra 70 показані в розкладеному, польотному положенні

## Тактико-технічні характеристики
- Довжина: 1,87 м
- Діаметр: 70 мм[4]
- Розмах крила: 24,3 см
- Вага: 15 кг
- Швидкість: 1000 м/с (3600 км/год; 2,9 Маха)
- Дальність: 1100—5000 м при пуску з вертольота; 2—11 км під час пуску з літака
- Наведення: напівактивне лазерне.
- Кругове можливе відхилення: <0,5 метра
- Двигун: існуючі двигуни Hydra 70
- Боєголовка: існуюча боєголовка Hydra 70[3]

## Алгоритм роботи
Первісний вивід ракети в точку прицілювання здійснюється інерційною системою керування. Лазерна ГСН підключається до керування після зниження кутової швидкості обертання ракети з 40 до 1 — 2 об/с. У зв'язку з цим для стабілізації положення апаратури системи наведення щодо поздовжньої осі ракети використовується спеціальна антиротаційна перехідна муфта, яка компенсує обертання корпусу та забезпечує стабільну роботу бортового обладнання.
Сигнал від чотирьох оптичних приймачів лазерного випромінювання на передніх кромках оперення передається світлодіодами на ГСН ракети. Підсвічування цілі здійснюється штатними лазерними далекомірами-цілевказівниками літального апарата-носія або навідниками із землі.

## Носії
- Вертольоти:
  - UH-1Y Venom[18]
  - AH-1W SuperCobra
  - AH-1Z Viper
  - Bell 407GT
  - AH-64 Apache[19]
  - Eurocopter Tiger
  - MH-60S/R Seahawk
- Літаки
  - AV-8B Harrier II[20]
  - OV-10 Bronco[21]
  - F-16 Fighting Falcon[22]
  - A-10 Thunderbolt II[23][24]
- Заплановані вертольоти[25]
  - MQ-8 Fire Scout
  - OH-58 Kiowa (company funded)
  - V-22 Osprey[26]
  - AH-6 Little Bird[24]
- Заплановані літаки[25]
  - A-29 Super Tucano[27]
  - F/A-18 Hornet
  - CN-235

## Оператори
- Велика Британія: схвалено продаж 768 APKWS II 2023 року[28]
- Ірак: 2000 ракет куплено 2014 року[29]
- Йорданія: 110 ракет куплено 2015 року[30]
- Ліван: 2000 ракет куплено разом з 6 літаками A-29 Super Tucano коштом Саудівської Аравії 2015 року[31][32]
- Мексика: схвалено продаж 2018 року[33]
- США
- Україна

### Україна
Вперше про плани передачі Сполученими Штатами стало відомо в травні 2022 року.
В січні 2023 стало відомо про передачу Німеччиною 20 мобільних установок з APKWS.
В січні 2023 року американська компанія L3Harris оголосила про отримання контракту на виготовлення 14 комплексів VAMPIRE для боротьби з БПЛА, постачання 4 з яких планується до середини 2023 та решти до кінця того року. У квітні стало відомо про те, що SAIC створює комплекс для боротьби з БПЛА, що має APKWS з лазерним наведенням, кулемет M240 та засоби РЕБ. Має надійти 10 таких установок.
Наприкінці квітня 2023 року 37 ОБрМП показала відео роботи APKWS, встановлених на HMMWV.
25 січня 2025 року з’явилися повідомлення про те, що ЗРК VAMPIRE, встановлений на катері та оснащений APKWS, успішно збив російську крилату ракету Х-59 над Чорним морем.
8 червня 2025 року Президент України Володимир Зеленський в інтерв’ю виданню ABC News повідомив, що США перенаправили 20 тисяч зенітних ракет з лазерною системою наведення APKWS, які призначалися для передачі Україні, своїм підрозділам Повітряних сил на Близькому Сході.